# Francisco Pizarro (Colômbia)
Francisco Pizarro é um município da Colômbia, localizado no departamento de Nariño.